# Amblystegium homalostegium
Amblystegium homalostegium là một loài rêu trong họ Amblystegiaceae. Loài này được Müll. Hal. A. Jaeger mô tả khoa học đầu tiên năm 1880.